# جهانگیر ملک
جهانگیر ملک (۲۹ بهمن ۱۳۱۱ در تهران – ۱۹ آذر ۱۳۸۱ در تهران) از نوازندگان چیره‌دست تنبک و از پرکارترین هنرمندان موسیقی ایران بود. او در تنبک‌نوازی از شاگردان برجسته حسین تهرانی بود و با برنامه گل‌های رادیو همکاری داشت.جهانگیر ملک یکی از پرکارترین نوازندگان برنامه گل‌ها بوده است. وی در این زمینه شاگردان زیادی را آموزش داد و ضبط‌های رادیویی و خصوصی بسیاری را به همراه ساز و آواز هنرمندان نامی ایران از خود به یادگار گذاشت.
کتاب قطعاتی از استاد جهانگیر ملک نوشته محمود رفیعیان از آثار باقی مانده وی است.

## زندگی‌نامه
جهانگیر ملک، در بیست و نهم بهمن ماه سال ۱۳۱۱ در تهران خیابان ری، به دنیا آمد. وی پس از طی دوران کودکی و گذراندن تحصیلات ابتدایی، وارد دبیرستان دارالفنون شد و موفق به اخذ دیپلم از این دبیرستان گردید. علاقه‌مندی او به نوازندگی تنبک از همان دوران تحصیل در دبیرستان شروع شد. حسین تهرانی نوازنده بزرگ تنبک در همسایگی آن‌ها در کوچه آبشار منزل داشت و چون از استعداد و علاقه جهانگیر مطلع شد، تدریس تنبک به او را آغاز کرد.

ملک در سال ۱۳۳۲ در جمع دوستانه‌ای با علی تجویدی آشنا شد و به درخواست وی قطعه‌ای را اجرا کرد. تجویدی که تحت تأثیر شیوه نوازندگی او قرار گرفته‌بود، او را به رئیس وقت رادیو، مشیر همایون شهردار معرفی می‌کند. پس از این جریان است که ملک ۲۱ ساله به ارکسترهای شماره یک به رهبری حسینعلی ملاح و مهدی مفتاح، ارکستر شماره دو به رهبری مجید وفادار و علی تجویدی، ارکستر شماره سه به رهبری پرویز یاحقی و همایون خرم، ارکستر شماره چهار به رهبری عباس شاپوری، ارکستر شماره پنج به سرپرستی بزرگ لشکری و ارکستر شماره شش به رهبری حبیب‌الله بدیعی دعوت به همکاری و نوازندگی می‌شود.

او پس از تشکیل ارکستر گلها به دعوت حبیب‌الله بدیعی، هم‌زمان با امیر ناصر افتتاح به نوازندگی در این ارکستر می‌پردازد، تا سال ۱۳۵۷ که با وقوع انقلاب کار و فعالیت او به مدت ۱۰ سال به تأخیر می‌افتد. پس از آن به دلیل شرایط به‌وجود آمده به خانه‌نشینی ناخواسته این هنرمندان انجامید و اگر کاری هم ضبط شد اغلب به صورت خصوصی بود.

ملک را می‌توان یکی از پرکارترین هنرمندان موسیقی ایران برشمرد.

## فعالیت‌ها

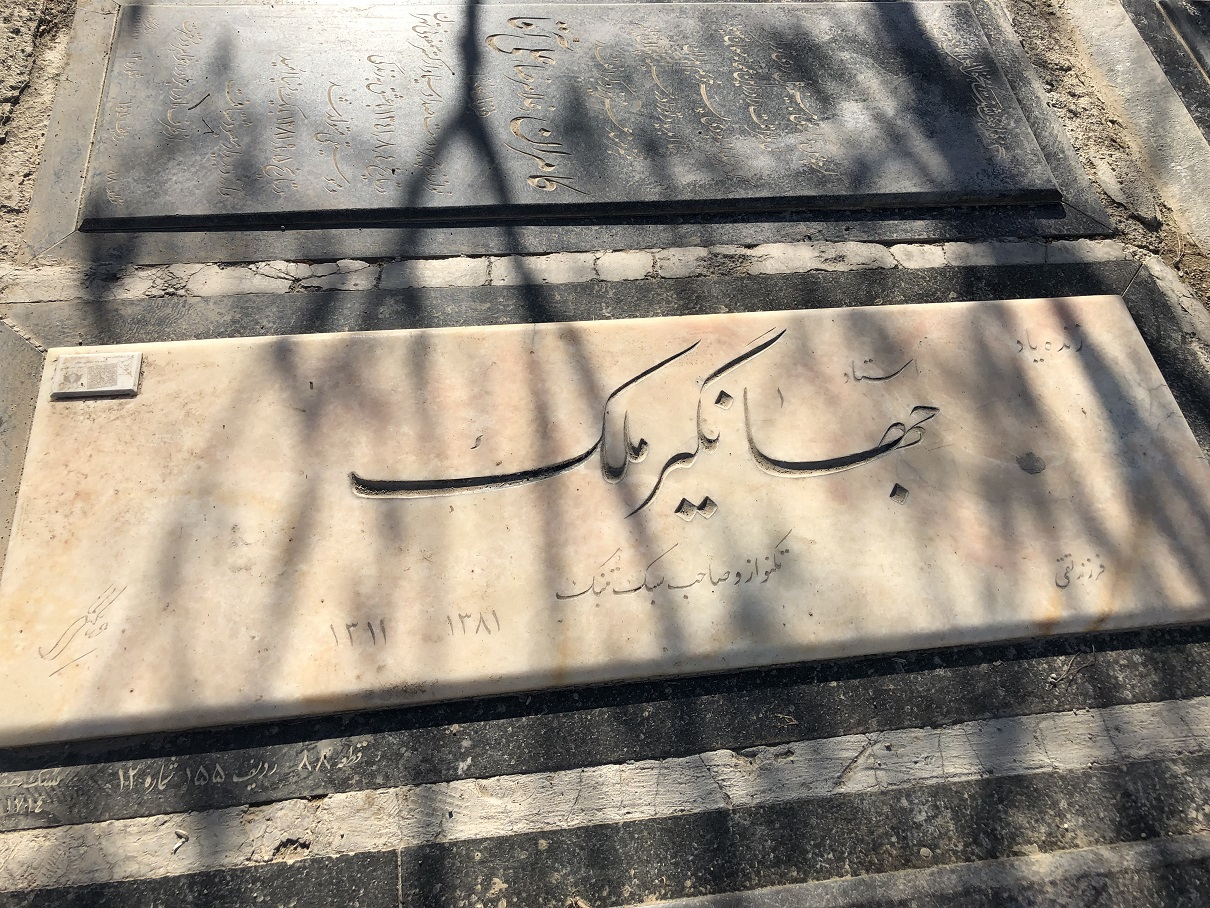
مقبره ملک در قطعه هنرمندان بهشت زهرا

از همکاری‌های ملک با رادیو می‌توان به برنامه‌های گلهای جاویدان، گلهای تازه، گلهای رنگارنگ، یک شاخه گل، برگ سبز و شاعران قصه می‌گویند و نیز برنامه تکنوازان اشاره کرد. برنامه تکنوازان که زیر نظر محمد میرنقیبی اداره می‌شد از شماره ۱۰۱ شروع و تا برنامه ۷۷۸ اجرا و ضبط شد. در این میان ملک به عنوان نوازنده در حدود پانصد و پنجاه برنامه شرکت داشت.
همکاری جهانگیر ملک با رادیو تا آخرین روزهای حیاتش ادامه داشت. او علاوه بر اجراهای رادیویی، در جشنواره‌های موسیقی و برنامه‌های مختلفی در تهران و شهرستان‌ها به اجرای برنامه پرداخت و کنسرتهایی را به نفع مسلولین بیمارستان ابوحسین، بیماران امین‌آباد، ندامتگاه دادگستری و دانشگاه تبریز به اتفاق هنرمندانی چون علی تجویدی و حسین تهرانی برگزار کرد.
او کنسرت‌هایی را در کشورهایی مانند آمریکا، انگلستان، آلمان، شوروی، ایتالیا، ژاپن، مکزیک، افغانستان، کویت، عربستان و یمن، برگزار کرد. او همچنین با شرکت در جشن‌های نوروزی دانشجویان ایرانی مقیم اروپا و آمریکا برای شناساندن موسیقی کشورش با همکاری دیگر دوستان هنرمند خود تلاش فراوان کرد.